# Lyristes plebejus
Espèce
Lyristes plebejus, la cigale plébéienne ou grande cigale commune (environ 5 cm de long), est une espèce d'insectes hémiptères de la famille des Cicadidae, présente en Europe. 

## Répartition géographique
Cette cigale se rencontre principalement dans les pays du sud de l'Europe mais aussi dans le Sud de la France. Elle est associée au folklore provençal traditionnel et est un symbole fort du Midi de la France.

## Synonymie
- Cicada plebeja Scopoli, 1763
- Fidicina africana Metcalf, 1955
- Tettigonia fraxini Fabricius, 1803
- Tettigonia obscura Fabricius, 1803
- Tibicen plebejus (Scopoli, 1763)

## Illustrations

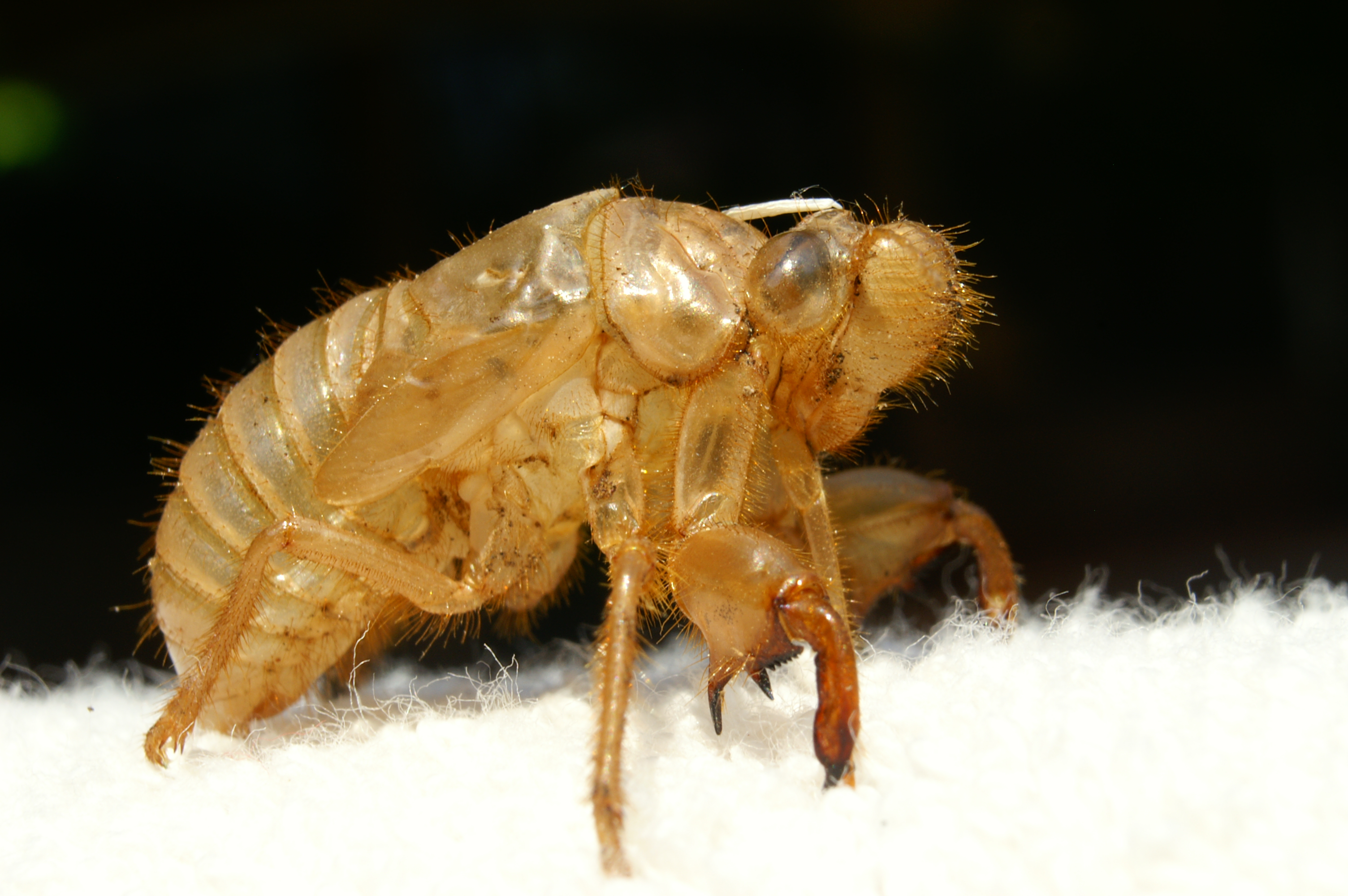
Exuvie
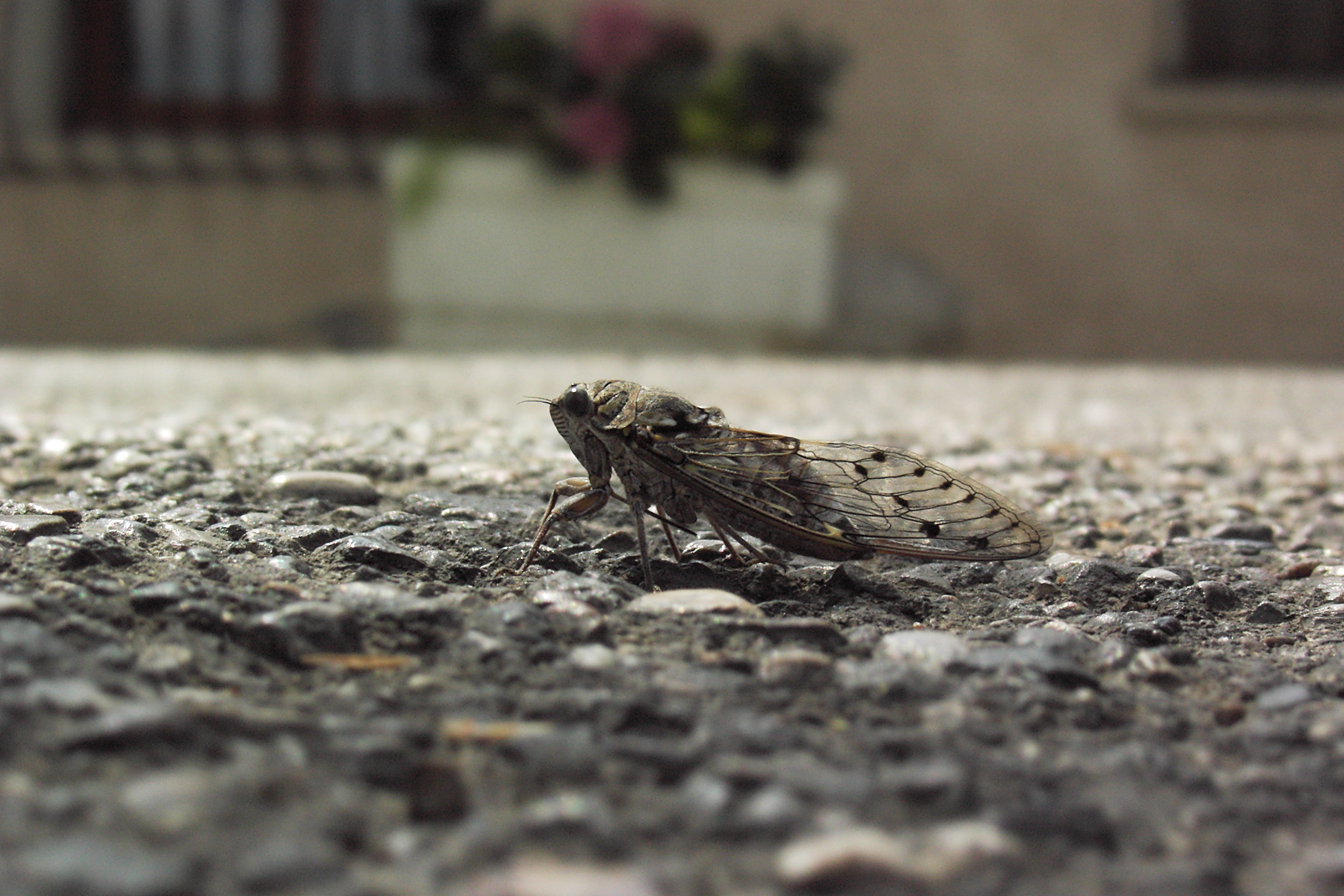
Adulte vu de côté